# Anna Wienhard
Anna Katharina Wienhard (née en 1977) est une mathématicienne allemande, spécialiste de géométrie différentielle. Elle est professeure à l'université de Heidelberg.  

## Éducation et carrière
Anna Wienhard effectue ses études supérieures à l'université rhénane Frédéric-Guillaume de Bonn, où elle obtient un double diplôme en théologie et en mathématiques, puis elle prépare un doctorat en 2004 dans la même université, et soutient en 2004 une thèse intitulée Bounded cohomology and geometry, sous la direction conjointe de Hans Werner Ballmann et de Marc Burger.  
Elle est chercheuse postdoctorale à l'université de Bâle en 2004-2005, puis elle s'installe aux États-Unis, où elle continue ses recherches à l'Institute for Advanced Study de Princeton, tout en travaillant à l'université de Chicago en tant que Dickson Instructor de 2005 à 2007. Elle est professeure assistante à l'université de Princeton de 2007 à 2012. Elle retourne en Allemagne, et est nommée professeure à l'université de Heidelberg en 2012, et dirige le groupe de recherche « Groups and Geometry » de l'Institut d'études théoriques (HITS).

## Activités de recherche et institutionnelles
Les travaux d'Anna Wienhard concernent la géométrie différentielle, et en particulier l'utilisation des espaces supérieurs de Teichmüller pour étudier la théorie de la déformation (en) des structures géométriques symétriques. Elle s'intéresse aux sous-groupes discrets des groupes de Lie et aux représentations d'Anosov.
Elle est ou a été membre des comités éditoriales de plusieurs revues scientifiques, les Annales Henri Lebesgue, les Annales scientifiques de l'École normale supérieure, Forum Mathematicum, Geometriae Dedicata, Geometric and Functional Analysis, Geometry & Topology et les Proceedings of the London Mathematical Society.

## Prix et distinctions
De 2009 à 2013, Wienhard est membre de la Jeune Académie de l'Académie allemande des sciences Leopoldina et de l'Académie des sciences de Berlin-Brandebourg. En 2012, elle devient l'une des boursières inaugurales de l'American Mathematical Society. Depuis 2017  elle est membre de l'Académie des sciences de Heidelberg et depuis 2019 de l'Académie des sciences de Berlin-Brandebourg.
Elle est conférencière Emmy Noether de la Deutsche Mathematiker-Vereinigung (Société mathématique allemande) en 2012 ; de 2012 à 2014 elle bénéficie d'une bourse Sloan.
En 2016 elle donne une conférence au Congrès européen de mathématiques à Berlin, avec O. Guichard (« Positivity and higher Teichmüller theory ») et conférencière invitée au Congrès international des mathématiciens de 2018 à Rio de Janeiro.  

## Publications
- avec M. Burger, A. Iozzi, « Surface group representations with maximal Toledo invariant », Annals of Mathematics, vol 172, 2010, 2010, p. 517–566.
- avec O. Guichard, « Anosov representations: Domains of discontinuity and applications », Inventiones Mathematicae, vol 190, 2012, p. 357–438.
- avec M. Burger, A. Iozzi, « Higher Teichmüller spaces: From SL(2,R) to other Lie groups », in: Athanase Papadopoulos (éd.), Handbook of Teichmüller Theory IV, European Mathematical Society 2014.
- avec O. Guichard, « Topological Invariants of Anosov Representations », Journal of Topology, vol 3, 2010, p. 578–642.
- « Bounded cohomology and representations of surface groups », Mathematische Arbeitstagung, Bonn 2007
- avec M. Burger, A. Iozzi, N. Monod, « Bounds for cohomology classes », in:  « Guido's book of conjectures », 38-39, L'Enseignement Mathématique, vol 54, 2008, p. 3–189.
- « Flexibilität und Starrheit - Gruppenhomomorphismen und geometrische Strukturen », Mitteilungen der Deutschen Mathematiker Vereinigung, v 13, 2005, p. 80-83.
- (en) avec M. Burger, A. Iozzi, F. Labourie, Maximal representations of surface groups: symplectic Anosov structures. Pure Appl. Math. Q. 1 (2005), no. 3, Special Issue: In memory of Armand Borel. Part 2, p. 543–590.